# Азербайджанская международная операционная компания
Азербайджанская международная операционная компания — это консорциум, созданный для реализации условий «Соглашения о совместном развитии и разделе продукции для месторождений Азери и Чираг и глубоководного участка месторождения Гюнешли в азербайджанском секторе Каспия», подписанного между ГНКАР и международными компаниями.

## История
После ратифицирования парламентом Азербайджана 2 февраля 1994 года, в феврале 1995 года был создан Консорциум. Первоначально АМОК состояла из 11 компаний (BP, Amoco, Unocal, LUKoil, Statoil, Exxon, TPAO, Pennzoil, McDermott, Ramco, Delta Nimir), представляющих 6 стран (Великобританию, США, Россию, Норвегию, Турцию и Саудовскую Аравию). Крупнейшим акционером является BP.
14 сентября 2017 года ГНКАР и совместные предприятия (BP, Chevron, INPEX, Statoil, ExxonMobil, TP, ITOCHU и ONGC Videsh) подписали документ с поправками и дополнениями к Соглашению о разделе продукции (PSA) от Азери и Чираг и глубоководного участка месторождения Гюнешли и расширили его разработку до 2050 года.

## Обзор
Азербайджанская международная операционная компания является консорциумом в настоящее время 10 нефтяных компаний, которые подписали контракты на добычу нефти с Азербайджаном. Эти компании включают:
- BP (Великобритания)

- Chevron (США)

- Devon Energy (США)

- Statoil (Норвегия)

- Türkiye Petrolleri Anonim Ortaklığı (TPAO; Tурция)

- Amerada Hess (США)

- State Oil Company of Azerbaijan (Азербайджан)

- ExxonMobil (США)

- Inpex (Япония)

- Itochu (Япония)

АМОК вложил значительные инвестиции в строительство Южнокавказского трубопровода, трубопровода Баку-Тбилиси-Джейхан, и в настоящее время обсуждает строительство Транскаспийского нефтепровода между Казахстаном и Азербайджаном. Добыча нефти с месторождений «Азери-Чираг-Гюнешли» и природного газа с месторождения «Шах Дениз» была возможна за счет прямых иностранных инвестиций в этот консорциум.
Согласно последнему соглашению, акции будут следующими после того, как Милли Меджлис ратифицирует контракт, подписанный 14 сентября 2017 года:
- BP — 30,37 %

- INPEX — 9,31 %

- TP — 5,73 %

- SOCAR — 25,00 %

- Statoil — 7,27 %

- ITOCHU — 3,65 %

- Chevron — 9,57 %

- ExxonMobil — 6,79 %

- ONGC Videsh Limited — 2,31 %